# Constantius 3.
Kejser Constantius III (latin: Flavius Constantius Augustus, død 2. september 421) var vestromersk kejser i syv måneder i 421 som medkejser for kejser Honorius. Han var officer i hæren og avancerede til øverstkommanderende general. Constantius var i ti år rigets stærke mand og blev gift med kejserens halvsøster, og hans død kastede det vestromerske rige ud i nye magtkampe.

## Opvækst og tidlig karriere
Constantius var illyrer lige som den tidligere magthaver Stilicho, fra området omkring Naissus (Niš). Områdets unge mænd havde tradition for at vælge soldatergerningen, og Constantius havde først gjort tjeneste i den østlige hær, og var derefter kommet til hæren i vest, formentlig i forbindelse med nedkæmpningen af Eugenius i 392-393. Her fortsatte han karrieren, men mens Stilicho levede var han ikke avanceret højt nok til, at han blev omtalt i de bevarede arkivalier. Goternes plyndring af Rom i august 410 kom som en chok for hele Romerriget, men efter at deres konge, Alarik 1. var død i Syditalien, vendte goterne næsen nordpå og satte kurs mod Gallien. Goternes exit fra Italien gav mere spillerum for felthæren, der ikke længere både skulle beskytte sig mod goterne og mod de oprørske tropper i Gallien under Konstantin 3.. Det var på dette tidspunkt, at Constantius fik myrdet den tidligere magthaver, general Allobichus, hvorefter han selv tog magten. Omkring årsskiftet 410-411 blev han udnævnt til øverstkommanderende general (magister militium), og efter at have fået henrettet Stilichos banemand, Olympius, var Constantius klar til opgøret med oprørerne i Gallien.

## Felttoget i Gallien 411-413
Konstantin var kommet til Gallien fra romersk Britannien med sine soldater i 407, for at skabe ro i det kaos, der var opstået, da alaner, sveber og vandaler var kommet over Rhinen den sidste dag i 406. Han opslog sig som modkejser og fik støtte fra de resterende romerske tropper langs Rhinen, og i 409 var kejser Honorius blevet så opskræmt ved tanken om en invasion fra Gallien, at han havde sendt Konstantin en purpurfarvet dragt, som tegn på anerkendelse af hans kejserværdighed. Trusselsbilledet havde imidlertid ændret sig, for Konstantin havde selv fået problemer. Hans general i Spanien, Gerontius, havde gjort oprør, og han havde i 409 kåret adelsmanden Maximus til romersk kejser. Gerontius drog ind i Gallien, hvor han ved Vienne besejrede en styrke under en ledelse af Konstantins søn Constans så eftertrykkeligt, at Constans selv blev dræbt. Gerontius fortsatte mod Konstantins residensby Arles, hvor han indledte en belejring. I det nordlige Gallien havde den gallisk-romerske adelsmand Jovinus udråbt sig selv til kejser i 411, og i 412 gjorde han sin bror Sebastianus til medkejser.
I 411 stod Constantius foran Arles. Først gjorde han kort proces med Gerontius' belejringsstyrker. Den slagne general trak sig tilbage til Spanien, men da hans tropper gik over til Constantius, så han ingen anden udvej end at begå selvmord. Hans kejser, Maximus, i Spanien, gjorde sig hastigt usynlig - efter sigende ved at flygte til de alanske, vandalske eller svebiske områder i landet. Konstantin havde endnu en general i Gallien, Edobichus, og han samlede de resterende soldater, inklusive frankiske og alemanniske hjælpetropper, og drog til Arles for at undsætte sin kejser. Også disse tropper blev overvundet af Constantius, og Konstantin var nu parat til at forhandle. Han fik løfte om at beholde livet, mod at overgive sig til kejser Honorius i Ravenna. Undervejs blev han myrdet, og det var kun hans afhuggede hoved, der nåede frem til Ravenna 18. september 411.
Det var lykkedes den selvudråbte kejser Jovian at skabe en alliance med goternes nye konge, Ataulf. Frem for at risikere et felttog mod de massive gotiske styrker, gik Constantius i gang med de diplomatiske virkemidler. Det lykkedes ham i 413 at få goterne til at skifte side, og så var modkejser Jovian også parat til at overgive sig. Historien gentog sig - også han blev myrdet på vej til Ravenna, og hans hoved ankom til byen på et spyd 30. august 413. Mens Constantius havde travlt i Gallien, gjorde general Heraclianus, som havde støttet Honorius med penge fra Nordafrika, da det så mørkest ud i 409-410, landgang i Italien i foråret 413. Måske følte hans sig forfordelt, skønt han netop var blevet belønnet for sin loyalitet med titlen som den ene af årets konsuler. Han led nederlag i Italien, og da han kom tilbage til Kartago senere på året, blev han ombragt af Constantius' lejemordere. For første gang siden barbarernes indfald i 406 havde den romerske øverstkommanderende nu rådighed over alle tropperne i vestriget, og tiden var endelig moden til et opgør med barbarerne.

## Opgøret med goter, alaner og vandaler
I efteråret 413 sendte Constantius for første gang tropper mod goterne for at afprøve deres styrke. Den gotiske hær vurderes til at have omfattet omkring 20.000 mand, da den forlod Illyrien. Hertil kom omkring 10.000 mand, der sluttede sig til hæren i 408 efter de etniske udrensninger i den romerske hær. Man regner med, at yderligere omkring 10.000 gotiske mænd sluttede sig til styrkerne, i takt med, at slaverne i Italien slap løs i 408-410. Det var således en styrke på op mod 40.000 mand, plus kvinder, børn og husdyr, der i 413 havde taget ophold i Sydfrankrig, omkring Narbonne. Constantius var klar over, at han ikke kunne besejre goterne militært, så han valgte i stedet at forsøge at sulte dem ud. Goterne havde taget to prominente fanger med sig fra Rom, den tidligere modkejser Attalus og kejser Honorius' halvsøster, Galla Placidia. I følge de samtidige historikere ønskede Ataulf selv at indtage pladsen som romersk kejser, og det så de som begrundelse for, at han i januar 414 giftede sig med Galla Placidia. Han udpegede imidlertid ikke sig selv som kejser, men udråbte i stedet Attalus igen. Galla Placidia blev gravid, og fødte i slutningen af 414 sønnen Theodosius, der som efterkommer i lige linje af kejser Theodosius stod som arving til den romerske kejsertitel, især fordi Honorius ikke havde børn (og aldrig fik det).. Constantius blokerede imidlertid de land- og søveje til goterne, han kunne, og i begyndelsen af 415 var goterne løbet tør for forsyninger, og de måtte drage til Spanien for at finde nye. Theodosius døde som spæd i 415, og i løbet af sommeren var der så meget utilfredshed blandt goterne, at de vendte sig mod Ataulf. Han blev alvorligt såret under opgøret, og døde kort efter. Hans efterfølger Sergeric holdt kun syv dage, og blev afløst af Wallia. Den nye leder for goterne var parat til at forhandle med romerne: Han sendte Galla Placidia retur til Honorius og fik til gengæld 600.000 modii hvede. Goternes dominerende rolle i romersk politik var herefter slut, og de indgik i stedet som allierede i kampen mod de øvrige barbarer. Attalus' kejserværdighed blev også kort i denne omgang. Da goterne drog til Spanien, blev han efterladt og fanget af romerne. I 416 kørte Honorius som den ene af årets konsuler i triumftog gennem Rom, med Attalus bundet til sin stridsvogn. Straffen til Attalus blev i øvrigt den samme som han havde truet Honorius med: Han mistede to fingre på højre hånd, og blev forvist til en lille ø, Lipara.
Store del af Spanien havde siden 411 været besat af de stammer, der i 406 gik over Rhinen, og besættelsen havde kostet kejserriget dyrt i manglende skatter og afgifter. I 416 var den nye romersk-gotiske alliance parat til at slå igen. Historikeren Hydatius beretter:
| Citat | Alle de silingske Vandaler i Baetica blev udslettet af kong Wallia. Alanerne, som regerede over vandalerne og sveberne, led så store tab mod goterne, at, da deres konge, Addax, var død, havde de få overlevende ikke længere tanke for deres eget kongerige, men stillede sig under beskyttelse af Gunderik, kongen af de (hasdingske) vandaler, der havde bosat sig i Gallaecia. | Citat |
|       | |       |

I 418 var felttoget slut, og Constantius gav goterne land i Aquitanien i Sydfrankrig, i Garonne-dalen mellem Bordeaux og Toulouse, hvor de kunne dyrke jorden og brødføde sig selv. Her var de godt af vejen i forhold til Italien, og de var samtidigt lige ved hånden til de afsluttende kampe mod barbarerne i Spanien.

## Kejserværdighed og død
I takt med disse begivenheder fortsatte Constantius sin vej mod stjernerne. I januar 414 blev han for første gang den ene af årets to konsuler, og han fik ærestitlen igen i 417. Samme år indgik han ægteskab med kejserens halvsøster, Galla Placidia, der var blevet enke efter sit gotiske tvangsægteskab. Hun fødte ham datteren Justa Grata Honoria og derefter sønnen Valentinian i juli 419. I januar 420 blev han konsul for tredje gang, og 8. februar 421 blev han gjort til medkejser af Honorius. Constantius var nu en del af kejserfamilien, med en oplagt tronarving, og fremtiden tegnede lys. Skæbnen ville det imidlertid anderledes, han blev syg, og 2. september 421 døde han.
Efter Constantius' død forsøgte Galla Placidia at fastholde familiens fremtrædende stilling ved hoffet i Ravenna. I begyndelsen gik det godt, men det gode forhold til broderen Honorius holdt ikke, og i slutningen af 422 blev hun og børnene landsforvist, og tog til Konstantinopel. Kampen om pladsen som kejserens fortrolige gik straks i gang, men varede ikke længe, for Honorius blev syg og døde 15. august 423. Efter Honorius' død blev magtkampen intensiveret. Vinderen blev førstenotaren Johannes, der blev kåret som kejser 20. november 423. Han var imidlertid uspiselig for hoffet i Konstantinopel. Der blev sendt en ekspeditionsstyrke til Ravenna, og 23. oktober 425 blev Constantius' fem-årige søn Valentinian i stedet indsat som kejser.

## Eftermæle
Constantius blev beskrevet således af historikeren Olympiodoros:
| Citat | I offentlige optog virkede Constantius nedslået og gnaven, en mand med udstående øjne, lang hals og bredt hoved, og han hang altid over halsen på den hest, han red på, mens han kastede hurtige blikke ud af øjenkrogene ... Men ved festmiddage og selskaber var han så munter og elskværdig, at han endda kunne konkurrere med de klovne, der ofte optrådte foran hans bord. | Citat |
|       | |       |

Olympiodoros tilføjede, at Constantius' charme ved private sammenkomster kom ham til stor gavn, og Peter Heather understreger, at som general og politiker var han både energisk og klartseende. På ti år fik han genoprettet kejserrigets autoritet i de fleste af rigets provinser, men han nåede ikke at gøre arbejdet færdigt, og da Constantius døde, efterlod han et magtmæssigt tomrum, som kastede riget ud i handlingslammende interne stridigheder i de følgende ti år.